# Sigfrido Blasco-Ibáñez Blasco
Sigfrido Blasco-Ibáñez Blasco  (València, 1902 - 1983) fou un polític i periodista valencià, fill petit de Vicent Blasco Ibáñez.
Vinculat al moviment republicà, adquirí el 1929 el periòdic El Pueblo que havia fundat el seu pare, al seu llavors director, Fèlix Azzati i Descalci. La desaparició de Fusió Republicana es va substituir a l'inici de la Segona República amb el Partit d'Unió Republicana Autonomista, més conservador que el seu antecessor, del que va ser capdavanter i pel qual va ser escollit Diputat a les eleccions generals de 1931 a Corts Constituents.
Fou reelegit a les eleccions generals espanyoles de 1933 i es va aliar amb el govern d'Alejandro Lerroux, però es va veure embolicat en l'escàndol de l'estraperlo el 1935, cosa que, al costat de les seves posicions polítiques més pròximes a la dreta, li va privar del gran suport que gaudia entre els republicans valencians. La seva situació de debilitat li va fer aproximar-se a les tesis de Niceto Alcalá-Zamora, abandonant el lerrouxisme i presentant-se com a independent, lluny dels corrents majoritaris de l'esquerra i la dreta, a les eleccions de 1936. Derrotat, es va exiliar en França amb l'ajuda de la Confederació Nacional del Treball (CNT) al començament de la Guerra Civil. El govern republicà el va condemnar a la pèrdua dels seus béns sota l'acusació de facciós. En acabar la guerra, però, les autoritats franquistes el condemnaren per auxili a la rebel·lió i per maçó. Va viure a Xile, més tard a Niça, i des de 1977, va tornar esporàdicament a València. És pare del polític Vicente Blasco-Ibáñez Tortosa.